# John Coker
John Michael Coker  (Richland, Washington; 28 de octubre de 1971) es un exjugador de baloncesto estadounidense. Con 2.13 metros de estatura, jugaba en la posición de pívot.

## Trayectoria profesional
- Phoenix Suns  (1995-1996)
- Connecticut Pride  (1996)
- KK Sibenik  (1996-1997)
- Club Ourense Baloncesto  (1998)
- Washington Wizards  (1999)
- Quad City Thunder  (2000)
- Golden State Warriors  (2000-2001)
- Memphis H Dawgs  (2001)
- Sioux Falls Skyforce  (2001)
- Viola Reggio Calabria  (2001)
- Asheville Altitude  (2002)
- Idaho Stampede  (2003)